# 12373 Lancearmstrong
12373 Lancearmstrong eller 1994 JE9 är en asteroid i huvudbältet som upptäcktes 15 maj 1994 av den amerikanske astronomen Charles P. de Saint-Aignan vid Palomar-observatoriet. Den är uppkallad efter tävlingscyklisten Lance Armstrong.
Asteroiden har en diameter på ungefär 3 kilometer.